# Yvan Rajoarimanana
Yvan Rajoarimanana Avotriniaina (sinh ngày 23 tháng 8 năm 1988) là một cầu thủ bóng đá người Madagascar hiện tại thi đấu cho CNaPS Sport.

## Sự nghiệp
Rajoarimanana khởi đầu sự nghiệp bóng đá cùng với Ajesaia. Anh thi đấu 1 năm cho Ajessaia tại Ligue 1 trước khi gia nhập JS Saint-Pierroise. Rajoarimanana thi đấu 2 năm ở Réunion Premier League, trước khi trở lại Madagascar và ký hợp đồng với CNaPS Sport Itasy.

### Quốc tế
Từ năm 2008 đến 2011, anh là thành viên của Đội tuyển bóng đá quốc gia Madagascar và ra sân 12 trận cho đội tuyển.

### Bàn thắng quốc tế
Tỉ số và kết quả liệt kê bàn thắng của Madagascar trước.
| #. | Ngày                 | Địa điểm                                                    | Đối thủ         | Tỉ số | Kết quả | Giải đấu                                     |
| -- | -------------------- | ----------------------------------------------------------- | --------------- | ----- | ------- | -------------------------------------------- |
| 1. | 27 tháng 3 năm 2011  | Sân vận động Thành phố Mahamasina, Antananarivo, Madagascar | Guinée          | 1–0   | 1–1     | Vòng loại Cúp bóng đá châu Phi 2012          |
| 2. | 4 tháng 8 năm 2011   | Sân vận động Amitié, Praslin, Seychelles                    | Mayotte         | 1–0   | 1–1     | Đại hội Thể thao Quần đảo Ấn Độ Dương 2011   |
| 3. | 6 tháng 8 năm 2011   | Sân vận động Linité, Victoria, Seychelles                   | Réunion         | 1–0   | 1–0     | Giao hữu                                     |
| 4. | 15 tháng 11 năm 2011 | Sân vận động Thành phố Mahamasima, Antananarivo, Madagascar | Guinea Xích Đạo | 1–1   | 2–1     | Vòng loại giải vô địch bóng đá thế giới 2014 |